# زنان در مصر باستان

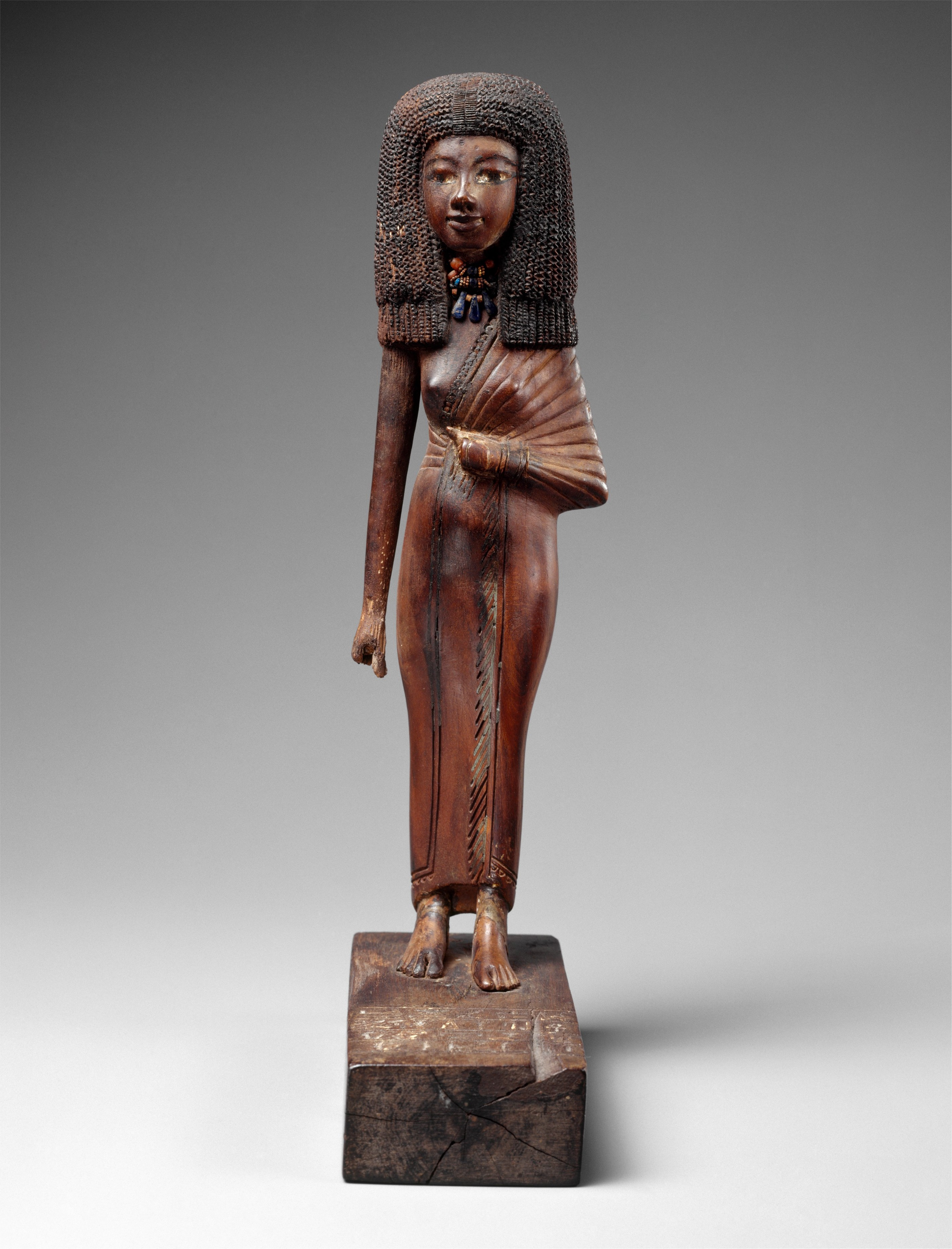
تندیس بانوی تیه، ۱۳۹۰–۱۳۴۹ قبل از میلاد، ساخته شده از چوب، کارنلی، طلا، شیشه، آبی مصری و رنگ، ارتفاع: ۲۴ سانتی‌متر، در موزه هنر متروپولیتن (شهر نیویورک)

زنان در مصر باستان از برخی حقوق خاص برخوردار بودند که زنان دیگر در جوامع مشابه دیگر از آن برخوردار نبودند. آن‌ها می‌توانستند دارایی داشته باشند و در دادگاه از نظر قانونی با مردان برابر بودند. با این حال، مصر باستان جامعه ای بود که تحت سلطه مردان بود و ماهیتی مردسالار داشت. زنان نمی‌توانستند پست‌های مهمی در دولت داشته باشند، اگرچه زنان حاکم و حتی زنان فراعنه وجود داشتند. زنان در دربار سلطنتی موقعیت خود را از طریق رابطه با پادشاهان مرد به دست آوردند.

## کار
بیشتر زنان به دهقانان تعلق داشتند و در کنار همسرانشان به کار کشاورزی مشغول بودند. شناخته می‌شد که زنان در غیاب شوهر یا پسرانشان مزارع یا مشاغل را اداره می‌کردند. در میان طبقات بالای جامعه، یک زن معمولاً خارج از خانه کار نمی‌کرد و در عوض بر خادمان خانه و تحصیلات فرزندانش نظارت می‌کرد. یک استثنا صنعت نساجی است. در اینجا زنان به عنوان بافنده گواهی شده‌اند. نامه ای که در لاهون یافت شده و مربوط به حدود ۱۸۰۰ سال قبل از میلاد مسیح است، شش زن بافنده را نشان می‌دهد.
در پادشاهی کهن مصر زنان ثروتمند اغلب صاحب خانه‌های شخصی بودند. زنان و مردان شاغل در کنار هم بودند و یافتن سایر زنان با عناوین اداری غیر معمول نیست. به ویژه در صحنه‌های مقبره دوره‌ها، مردان اغلب توسط مردان خدمت می‌کنند، در حالی که زنان توسط زنان. در اینجا، جدایی جنسیت قابل مشاهده است.
زنان متعلق به خانواده‌هایی که به اندازه کافی ثروتمند برای استخدام پرستار بچه‌ها برای کمک به مراقبت از کودکان، به‌طور مکرر به عنوان عطر ساز کار می‌کردند و همچنین در دادگاه‌ها و معابد مانند آکروبات‌ها، رقصندگان، خوانندگان و نوازندگان مشغول به کار بودند، که همه کارهای قابل احترامی برای زنان طبقه بالا محسوب می‌شدند. زنان متعلق به هر طبقه ای می‌توانستند به عنوان عزادار یا نوازنده حرفه ای کار کنند و این مشاغل معمول بود. زنان نجیب می‌توانند عضوی از روحانیت باشند که به یک خدا یا یک الهه متصل باشند. زنان حتی می‌توانند مانند یک خانم ننوفر از پادشاهی نوین مصر در راس شغلی قرار بگیرند، و همچنین می‌توانند مانند یک خانم پیششت در دودمان چهارم مصر پزشک باشند.